# Limnophora abyssinica
Limnophora abyssinica är en tvåvingeart som beskrevs av Fritz Isidore van Emden 1951. Limnophora abyssinica ingår i släktet Limnophora och familjen husflugor.
Artens utbredningsområde är Etiopien. Inga underarter finns listade i Catalogue of Life.